# Astronidium parviflorum
Astronidium parviflorum är en tvåhjärtbladig växtart som beskrevs av Asa Gray. Astronidium parviflorum ingår i släktet Astronidium och familjen Melastomataceae. Inga underarter finns listade i Catalogue of Life.